# Народне (Воронезька область)
Народне (рос. Народное) — село у Терновському районі Воронезької області Російської Федерації.
Населення становить 1153 особи. Входить до складу муніципального утворення Народненське сільське поселення.

## Історія
Населений пункт розташований у межах історичного регіону Чорнозем'я.
Від 1929 року належить до Терновського району, спочатку в складі Центрально-Чорноземної області, а від 1934 року — Воронезької області.
Згідно із законом від 15 жовтня 2004 року входить до складу муніципального утворення Народненське сільське поселення.

## Населення
| 1959 | 2010  |
| ---- | ----- |
| 1998 | ↘1153 |